# Frazionamento del sangue
Il frazionamento del sangue è il processo di separazione del sangue intero nelle sue parti, chiamate emocomponenti. In genere si effettua centrifugando il sangue.
I componenti risultanti sono:
- Plasma nella fase superiore (che può essere separata nelle sue stesse frazioni)
- Buffy coat, un sottile strato di leucociti e piastrine
- Eritrociti sul fondo

Le provette per la separazione del siero contengono un gel siliconico che, se centrifugato, forma uno strato sopra il buffy coat, consentendo di rimuovere il siero in modo più efficace per i test e gli scopi correlati.